# 小新铁路
小新铁路，是自吉林省蛟河市的一条铁路联络线，起自长图铁路小姑家站，终至拉滨铁路新站站。全长9.990km。

## 线路
1930年代，拉滨铁路是哈尔滨通向朝鲜清津港至日本本岛的捷径线；而当时尚未有吉舒铁路。因此，哈尔滨、舒兰至吉林市的铁路运输需要经过拉滨铁路与长图铁路迂回。为此修建小新铁路联络线，使得舒兰至吉林的车流不再经过拉法站换向。 
最小曲线半径350米。

## 历史
1932年6月开始勘测。1932年6月27日开工。1933年10月31日竣工。1934年9月1日正式运营。